# Guangzhou University Town Stadium
Guangzhou University Town Stadium (chiń. 广州大学城体育中心; pinyin Guǎngzhōu Dàxuéchéng Tǐyù Zhōngxīn) – wielofunkcyjny stadion znajdujący się w Kantonie w Chinach służący do rozgrywania spotkań piłki nożnej i rugby union, zarówno na poziomie krajowym, jak i międzynarodowym.
Na jego trybunach może zasiąść 50 000 widzów, co czyni go trzecim co do wielkości stadionem w Kantonie, po Guangdong Olympic Stadium i Tianhe Stadium.
Był areną turnieju rugby 7 i części spotkań piłki nożnej na Igrzyskach Azjatyckich 2010.
Od czerwca 2012 roku domowe mecze rozgrywa na nim zespół Guangzhou R&F FC. Stadion gościł również mecz reprezentacji Chin w azjatyckich eliminacjach do MŚ 2014.
Na stadionie w roku 2013 i 2014 odbywały się żeńskie turnieje rugby 7 China Women’s Sevens wchodzące w skład IRB Women’s Sevens World Series.